# Salt Cay (îles Turques)
L'île de Salt Cay est une île de l'archipel des Turques, dépendantes du territoire britannique des Îles Turques-et-Caïques. Par sa superficie, c'est la deuxième île de l'archipel des Turques. Le nom de l'île vient des salines qui firent la prospérité de l'île autrefois.

## Géographie
Salt Cay est une petite île de forme triangulaire d'une taille de 7,1 km2 dont le grand côté mesure environ 3 kilomètres. L'île est située à 10 kilomètres au sud de Grand Turk, la principale des îles Turques. À proximité de l'île se trouve l'îlot de Cotton Cay (1,1 km2) et quelques autres îlots. La population de l'île est de 120 personnes (rec. de 2001), concentrée dans la seule ville de l'île, Balfour Town, sur la côte ouest.
Le district de Salt Cay inclut, outre l'île de elle-même, les îlots inhabités qui l'entourent. La superficie totale du district est de 9,1 km2.

## Histoire
Le premier européen à découvrir l'île fut le conquérant espagnol Juan Ponce de León qui y débarqua en 1512. L'île était à l'époque peuplée par les indiens Arawaks qui disparurent ensuite à conséquence des maladies emportées par les Européens ainsi que l'esclavage auquel nombreux ont été soumis.
Les Britanniques ont amené des habitants esclaves des Bermudes au XVIIe siècle pour y établir une industrie du sel qui allait faire la prospérité de l'île pour les 300 années à venir. Les îles Turques devinrent une colonie britannique en 1766.
Dans les années 1920-1930, la concurrence d'autres îles et l'absence de port en eau profonde firent péricliter l'industrie du sel. Après un bref rebond dans les années 1940 à cause de la guerre, la production de sel se termina définitivement en 1964.
Le 8 septembre 2017, l'ouragan Irma (catégorie 5) ravage l'île, qui a été totalement submergée et où treize personnes sont portées disparues.